# Катастрофа FW200 в Пизенкофене
Катастрофа FW200 в Пизенкофене — авиакатастрофа, произошедшая 21 апреля 1945 года.
Пропавший во время выполнения рейса по маршруту Берлин—Мюнхен—Барселона самолёт Fw.200b-2 авиакомпании Lufthansa был позже обнаружен сгоревшим близ населённого пункта Пизенкофен (коммуна Эглькофен, ныне район Мюльдорф-ам-Инн, Верхняя Бавария). Погибли 5 членов экипажа и (предположительно) 16 пассажиров.

## История
Принадлежавшему компании Deutsche Lufthansa самолёту Focke-Wulf Fw200 «Hessen» (регистрационный номер D-ASHH), предстояло выполнить рейс из Берлина в Мюнхен, а затем, приняв на борт четырёх испанских дипломатов, лететь далее в Испанию.
Утром 21 апреля запланированный взлёт был отложен из-за активности неприятельской авиации. Несмотря на плохую погоду (гроза), в 20:25 «Гессен» вылетел в направлении Мюнхена. В 21:50 пилоты «Гессена» запросили у аэропорта Мюнхен-Рим пеленг, в это время самолёт находился в районе города Штраубинг. В 22:00 шум моторов Fw200 был слышен над мюнхенским аэропортом, но из-за плохой погоды самолёт не смог приземлиться и полетел далее в юго-восточном направлении, после чего поступило сообщение: «Летим прямо в Барселону». Вскоре после этого связь с «Гессеном» прервалась. В течение нескольких дней после исчезновения, несмотря на отправленные в Швейцарию и Испанию запросы, местонахождение Fw 200 оставалось загадкой, место возможной аварии никак не удавалось обнаружить.

## Обнаружение места катастрофы в 1950 году
В течение нескольких последующих лет считалось, что «Гессен» так и не был найден. В 1949 году некий венгр посетил городской совет Ноймаркт-Санкт-Файта с требованием выплаты по страховому полису, принадлежавшему командиру самолёта Августу Кюнстле. Лишь год спустя появились сведения о постигшей Fw 200 близ Пизенкофена катастрофе: хотя об этом событии было известно на всей территории прилегающего округа Эглькофен, оно ранее не предавалось широкой огласке.

## Свидетельские показания
Очевидцы события показали, что видели падение горящего Fw 200, который, свалив несколько деревьев, развалился, а затем почти вертикально врезался в землю в лесу, расположенному к северу от Пизенкофена.
Пожар на месте катастрофы продолжался ещё три дня. Примерно в 300 метрах к югу от места катастрофы, было найдено крыло Fw 200, а на самом месте крушения откопаны три из четырёх двигателей. Жители прилегающих территорий на тот момент полагали, что в самолёте был кто-то из высшего нацистского руководства.
Количество, имена и судьба пассажиров оставались неизвестными, так как после аварии было обнаружено лишь 5 сильно обгоревших трупов.

## Раскопки и захоронение (1952)
28 января 1952 года, во время раскопок на месте катастрофы, были найдены личные вещи в том числе пилотское удостоверение Августа Кунстле. Обнаруженные останки погибших были захоронены 29 января на кладбище Тегернбах в Эгглькофене.

## Причина аварии
На основе показаний очевидцев было выдвинуто предположение, что причиной катастрофы стал пожар, вызванный либо неисправностью карбюратора двигателя № 1, либо попаданием молнии, в результате которого последовал взрыв и падение самолёта.

## Память
В связи с тем, что самолёт падал на лес почти вертикально, дороги в чаще не было и лишь в 1997 году около 20-метровой воронки был установлен деревянный крест (обновлённый в 2003 году). К 60-летию события на месте катастрофы поставлена бронзовая стела.